# Danh sách đảo Đông Timor
Danh sách đảo của Đông Timor:
- Timor (phần đông và một phần phía tây)
- Atauro
- Jaco[1][2] 8°25′32″N 127°19′2″Đ / 8,42556°N 127,31722°Đ